# Nate Hobgood-Chittick
Nate Broe Hobgood-Chittick (New Haven, 30 novembre 1974 – Sherman Oaks, 11 novembre 2017) è stato un giocatore di football americano statunitense che ha militato nel ruolo di defensive tackle nella National Football League.

## Carriera
Dopo non essere stato scelto nel Draft NFL 1998, Hobgood-Chittick firmò con i New York Giants. Nella sua stagione da rookie fece parte anche del roster degli Indianapolis Colts ma non scese mai in campo. L'anno seguente passò ai St. Louis Rams con cui scese in campo in dieci partite e a fine stagione vinse il Super Bowl XXXIV contro i Tennessee Titans. A metà della stagione successiva passò ai San Francisco 49ers e chiuse la carriera disputando le ultime due annate con i Kansas City Chiefs. Morì di attacco cardiaco nel 2017.

## Palmarès
- Super Bowl : 1

St. Louis Rams: Super Bowl XXXIV
- National Football Conference Championship: 1

St. Louis Rams: 1999